# Hans Denck

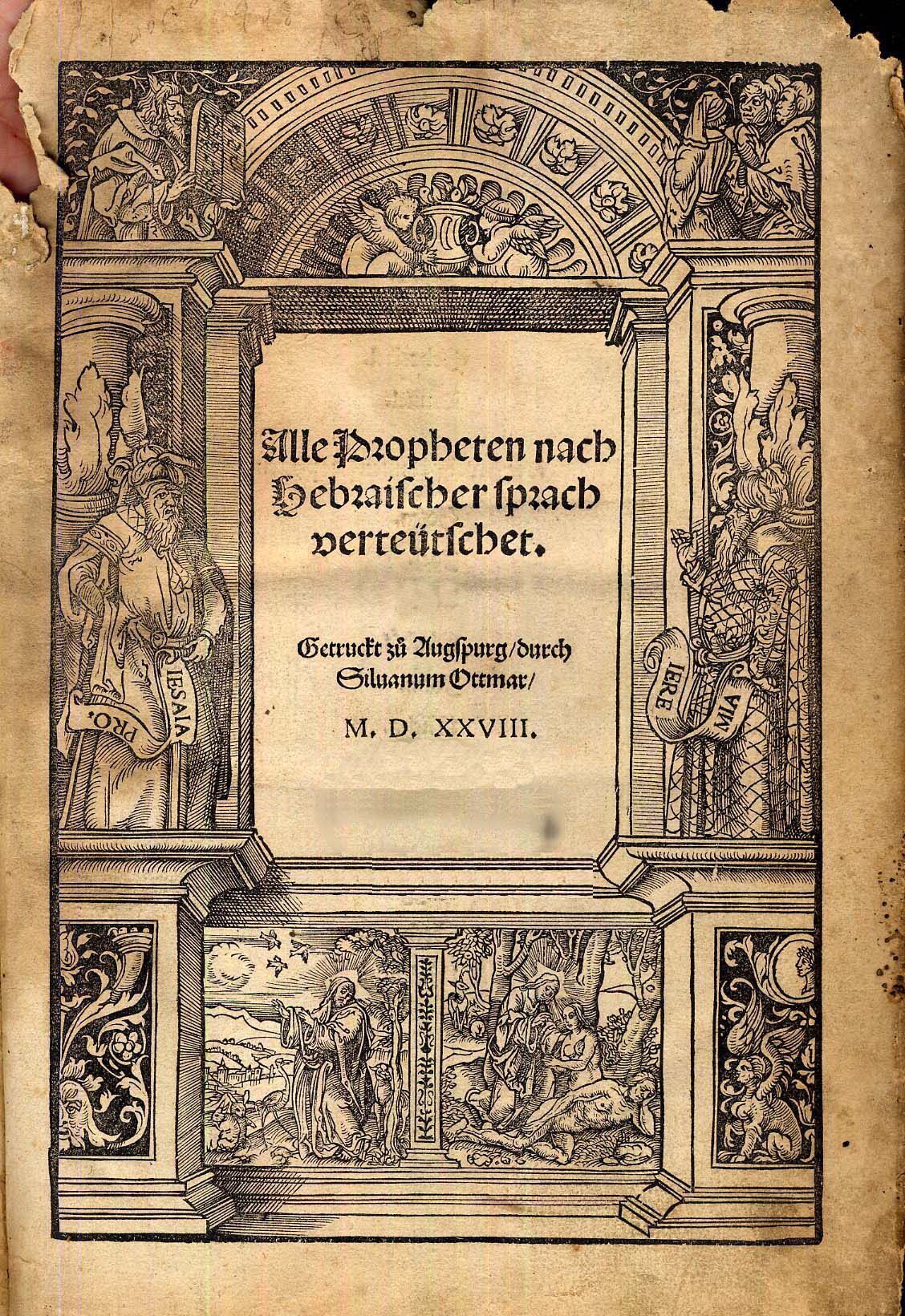
Titelsida av översättning av Profeterna

Hans Denck, född omkring år 1495 i Habach, Bayern, död 27 november 1527 i Basel, Schweiz, var en tysk teolog.
Denck var ledare för anabaptisterna under Reformationen. Denck var motståndare till Lutherdomen. Tillsammans med Ludwig Hetzer översatte han Profeterna till tyska år 1527. Denck sökte bekämpa den kyrkliga treenighetsläran.
För Denck var Guds levande, inre ord viktigare än Skriftens bokstäver. Han såg Bibeln som ett mänskligt verk där de enskilda böckerna var olika vittnen för en och samma sanning. Han ansåg inte skriften vara källan till all sann religiös kunskap, men också anden som talar inifrån varje person. För Denck var sakramenten bara symboler: dopet var ett tecken på åtagande och nattvarden en minnesceremoni.
Denck höll fast vid att Kristus var den perfekta människan förkroppsligad, men att han aldrig varit skild från Gud eftersom han alltid gjort Guds vilja och tjänat som förebild. Luthers lära att Kristi död på korset var en frälsning från synd är i opposition till Dencks världsbild som inte såg detta som nödvändigt eftersom Guds fullkomliga kärlek ger alla möjlighet att få välsignelse.